# Adrian Olah
Adrian Olah (n. 30 aprilie 1981) este un jucător român de fotbal retras din activitate.